# سلیمان المزروعی
سلیمان المزروعی (عربی: سليمان خميس حميد المزروعي؛ زادهٔ ۱۳ سپتامبر ۱۹۷۲) بازیکن فوتبال اهل عمان بود.
وی همچنین در تیم ملی فوتبال عمان بازی کرده‌است.